# Anthochlamys multinervis
Anthochlamys multinervis là loài thực vật có hoa thuộc họ Dền. Loài này được Rech.f. mô tả khoa học đầu tiên năm 1940.